# Occupazione della Ruhr
L'Occupazione della Ruhr (in tedesco: Ruhrbesetzung) fu un periodo di occupazione militare della valle tedesca della Ruhr da parte di Francia e Belgio tra l'11 gennaio 1923 e il 25 agosto 1925, in risposta all'inadempienza della Germania sui pagamenti delle riparazioni dettati dalle potenze vittoriose dopo la prima guerra mondiale nel trattato di Versailles.
Francia e Belgio occuparono la valle della Ruhr, fortemente industrializzata, in risposta all'inadempienza della Germania sui pagamenti delle riparazioni dettati dalle potenze vittoriose dopo la prima guerra mondiale nel trattato di Versailles. Il 9 Gennaio 1923, la Commissione delle riparazioni dichiara inadempiente la Germania. La dichiarazione, che è il presupposto giuridico per procedere all'invasione, è approvata dai delegati di Francia, Italia e Belgio, contro l'Inghilterra astenuta.
L'occupazione della Ruhr aggravò la crisi economica in Germania, e i civili tedeschi s'impegnarono in atti di resistenza passiva e disobbedienza civile, durante i quali 130 di loro vennero uccisi. La Francia e il Belgio, di fronte alle pressioni economiche ed internazionali, accettarono il piano Dawes per ristrutturare il pagamento tedesco delle riparazioni di guerra nel 1924 e ritirarono le loro truppe dalla Ruhr nell'agosto 1925.
L'occupazione della Ruhr contribuì al riarmo tedesco e alla crescita di movimenti radicali di destra in Germania.

## Antefatti

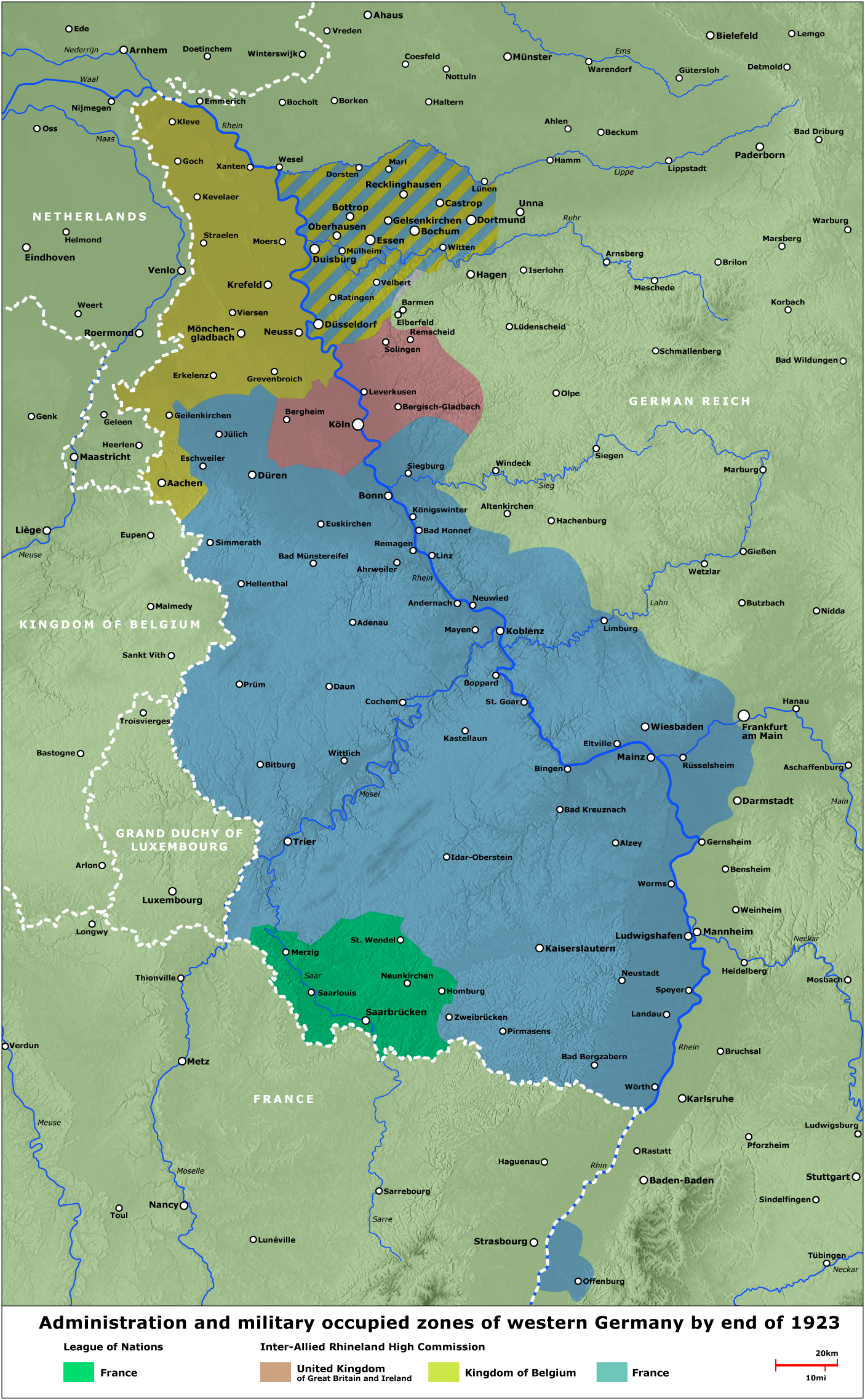
Occupazione della Renania (1918–1919)

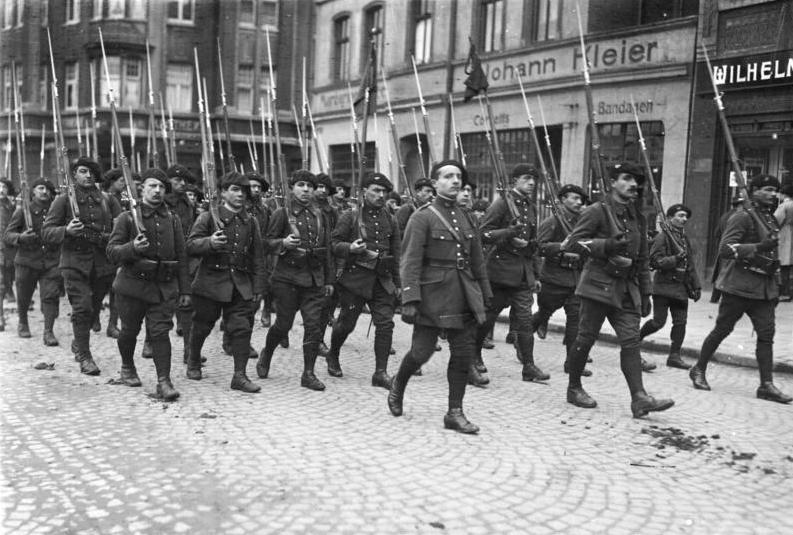
Chasseurs Alpins francesi a Buer-Mitte

La regione della Ruhr venne occupata dalle truppe alleate nel periodo immediatamente successivo alla conclusione della prima guerra mondiale. Secondo i termini del trattato di Versailles, che concluse formalmente la guerra con gli Alleati come vincitori, la Germania venne obbligata ad accettare la responsabilità per i danni causati in guerra e costretta a pagare riparazioni di guerra ai vari Alleati. Poiché la guerra venne combattuta prevalentemente sul suolo francese, queste riparazioni vennero pagate principalmente alla Francia. La somma totale delle riparazioni richiesta alla Germania – circa 226 miliardi di marchi d'oro (US $846 miliardi nel 2025) – venne stabilita da una Commissione Inter-Alleata delle Riparazioni. Nel 1921, l'importo venne ridotto a 132 miliardi (a quel tempo, 31,4 miliardi di dollari (US $ 442 000 000 000 nel 2025), o 6 600 000 000 £ (UK £ 284 000 000 000 nel 2025)). Anche con la riduzione, il debito era enorme. Dato che alcuni dei pagamenti erano in materie prime, che dovevano essere esportate, le fabbriche tedesche non furono in grado di funzionare, e l'economia tedesca ne soffrì, danneggiando ulteriormente la capacità del paese di pagare.
Alla fine del 1922, le inadempienze tedesche sui pagamenti erano cresciute in modo regolare, tanto che una crisi travolse la Commissione delle riparazioni; i delegati francesi e belgi insistettero sull'occupare la Ruhr come modo per forzare la Germania a pagare di più, mentre il delegato britannico sollecitò un abbassamento dei pagamenti. Come conseguenza dell'inadempienza tedesca sulle forniture di legname nel mese di dicembre 1922, la Commissione delle riparazioni dichiarò la Germania in mora, portando all'occupazione franco-belga della Ruhr nel gennaio 1923. Particolarmente irritante per i francesi fu che la quota di legname tedesca inadempiente era basata su una valutazione della loro capacità che i tedeschi stessi fecero e successivamente abbassarono. Gli Alleati credevano che il governo del Cancelliere Wilhelm Cuno non avesse rispettato le consegne di legname deliberatamente come mezzo per testare la volontà degli Alleati di far rispettare il trattato. L'intero conflitto venne ulteriormente aggravato da un'inadempienza tedesca sulle consegne di carbone ai primi di gennaio del 1923, che fu la trentaquattresima inadempienza di carbone nei precedenti 36 mesi. Frustrato del fatto che la Germania non pagasse i risarcimenti, Raymond Poincaré, Primo ministro francese, sperò in sanzioni economiche anglo-francesi contro la Germania nel 1922 e si oppose all'azione militare. Tuttavia, nel dicembre del 1922, vide defluire il carbone per la produzione di acciaio francese e i pagamenti in denaro, come previsto dal trattato di Versailles.

## L'occupazione
Dopo molte discussioni, l'11 gennaio 1923 Poincaré decise di occupare la Ruhr per estorcere lui stesso le riparazioni. Il vero problema durante il  Ruhrkampf  (campagna della Ruhr), come i tedeschi chiamarono la battaglia contro l'occupazione francese, non era l'inadempienza tedesca sulle consegne di carbone e legname, ma la santità del trattato di Versailles. Poincaré spesso sostenne con gli inglesi che lasciare che i tedeschi sfidassero il trattato di Versailles per quanto riguardava le riparazioni, avrebbe creato un precedente che avrebbe consentito ai tedeschi di smantellare il resto del trattato. Poincaré riteneva, infine, che una volta che le catene che avevano legato la Germania a Versailles fossero state distrutte, la Germania avrebbe inevitabilmente fatto precipitare il mondo in una nuova guerra mondiale.
Iniziata da Poincaré, l'invasione ebbe luogo l'11 gennaio 1923. Il XXXII Corpo d'armata di fanteria del generale Alphonse Caron, sotto la supervisione del generale Jean-Marie Degoutte, eseguì l'operazione. Alcune teorie affermano che i francesi avessero lo scopo di occupare il centro della produzione tedesca di carbone, di ferro e d'acciaio nella valle della Ruhr semplicemente per ottenere denaro. Altre teorie affermano che la Francia lo fece per garantire che le riparazioni venissero pagate in beni, perché il marco era praticamente inutile a causa dell'iperinflazione che esisteva già alla fine del 1922. Da quando il territorio del bacino della Saar venne separato dalla Germania, il rifornimento del minerale di ferro cadde sulla parte francese e quello di carbone sulla parte tedesca, ma le due materie prime avevano un valore molto maggiore insieme che separatamente: la catena di approvvigionamento si era fortemente integrata durante l'industrializzazione della Germania dopo il 1870, ma i problemi delle barriere valutarie, del trasporto e dell'importazione/esportazione minacciarono di distruggere l'industria siderurgica in entrambi i paesi. Dopo la seconda guerra mondiale il problema venne risolto con la Comunità europea del carbone e dell'acciaio.
Dopo la decisione della Francia d'invadere la Ruhr, venne istituita la Missione Inter-Alleata per il Controllo delle Fabbriche e delle Miniere (MICUM) come strumento per garantire i rimborsi di carbone dalla Germania.

### La resistenza passiva

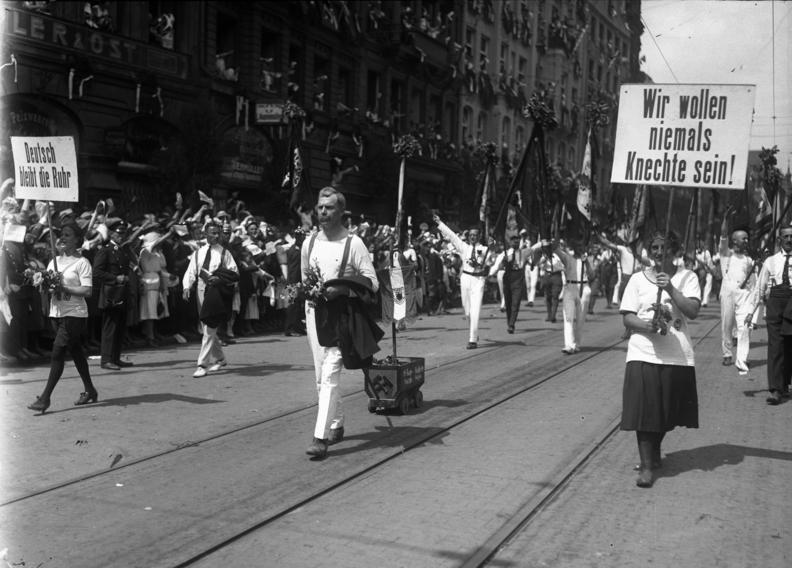
Proteste degli atleti della Ruhr al Festival della Ginnastica di Monaco del 1923 (sul cartello a sinistra si legge "La Ruhr resta tedesca", sul cartello sulla destra si legge "Non vogliamo mai essere vassalli")

L'occupazione venne contrastata da una campagna di resistenza passiva degli abitanti tedeschi. Circa 130 civili tedeschi vennero uccisi dall'armata di occupazione francese durante gli eventi, anche durante le proteste di disobbedienza civile, ad esempio contro il congedo degli ufficiali tedeschi. Alcune teorie sostengono che, per pagare per la resistenza passiva nella Ruhr, il governo tedesco iniziò l'iperinflazione che distrusse l'economia tedesca nel 1923. Altri affermano che la strada per l'iperinflazione venne consolidata con il pagamento delle riparazioni che iniziò nel novembre del 1921 (vedi Inflazione tedesca del 1920). Di fronte al collasso economico, con la disoccupazione alta e l'iperinflazione, gli scioperi vennero poi sospesi nel mese di settembre del 1923 dal nuovo governo di coalizione di Gustav Stresemann, a cui seguì lo stato di emergenza. Nonostante ciò, i disordini civili crebbero in tumulti e in tentativi golpisti mirati al governo della Repubblica di Weimar, tra cui il Putsch di Monaco. La Repubblica renana venne proclamata ad Aquisgrana (Aix-la-Chapelle) nell'ottobre del 1923.
Anche se i francesi riuscirono a far pagare la loro occupazione della Ruhr, i tedeschi, con la resistenza passiva e l'iperinflazione che distrusse la loro economia, conquistarono il supporto del mondo e, sotto la pesante pressione finanziaria anglo-americana (il contemporaneo calo del valore del franco rese i francesi molto aperti alle pressioni di Wall Street e della City), i francesi vennero costretti ad accettare il Piano Dawes dell'aprile 1924, che abbassò notevolmente i pagamenti delle riparazioni tedesche. Nell'ambito del Piano Dawes, la Germania pagò solo 1 miliardo di marchi nel 1924, e poi quantità crescenti nei successivi tre anni, fino a quando il totale salì a 2.25 miliardi di marchi nel 1927.

#### Il supporto per la Germania

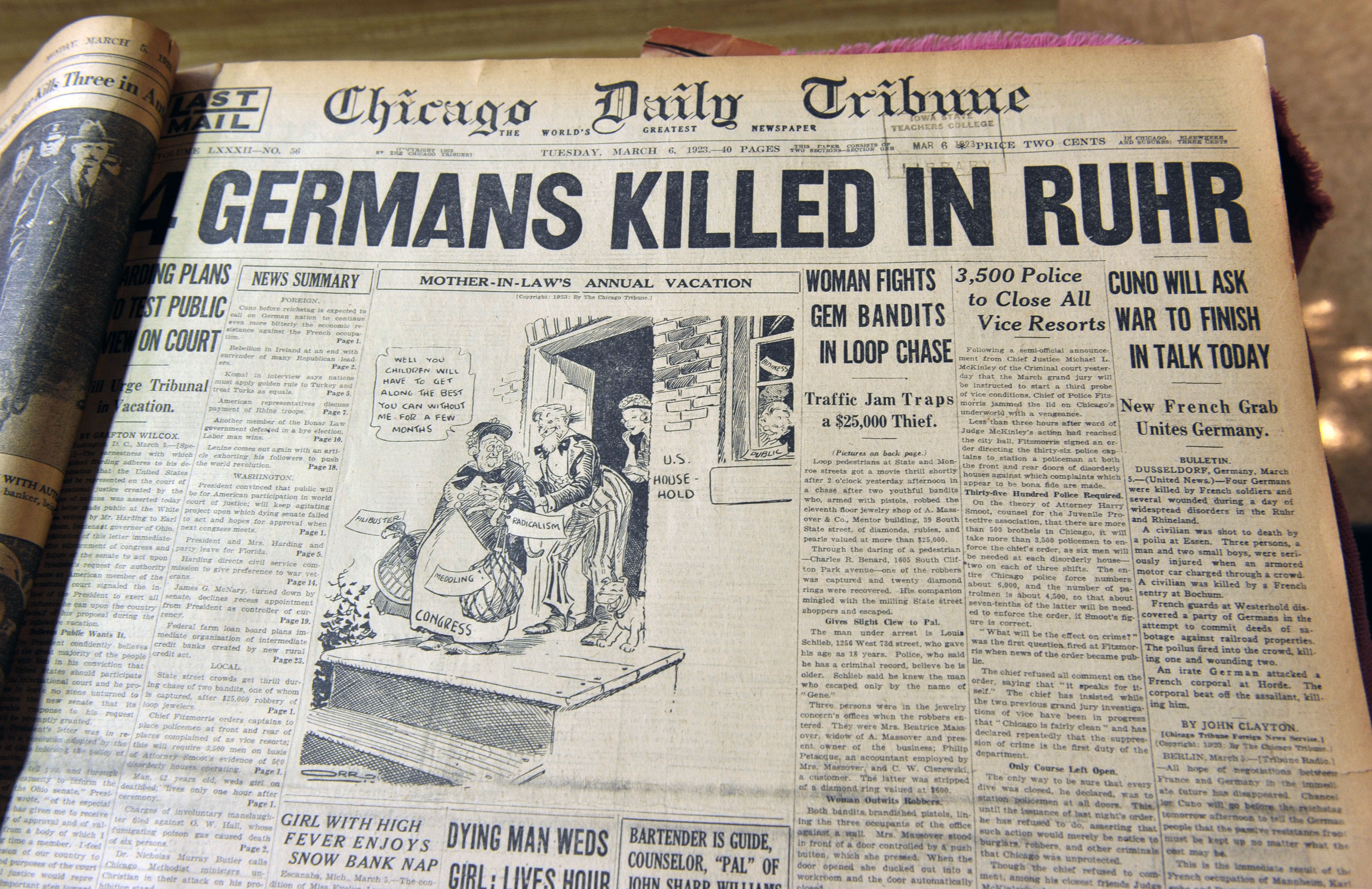
Prima pagina del Chicago Daily Tribune, 6 marzo 1923, che annuncia che le truppe francesi hanno ucciso 5 resistenti tedeschi

A livello internazionale, l'invasione francese della Germania fece aumentare molto la simpatia per la Repubblica tedesca, sebbene non venisse intrapresa alcuna azione dalla Società delle Nazioni poiché era tecnicamente legale ai sensi del trattato di Versailles. I francesi, con i loro problemi economici, alla fine accettarono il Piano Dawes e si ritirarono dalle zone occupate nei mesi di luglio e agosto del 1925. Le ultime truppe francesi evacuarono Düsseldorf e Duisburg (insieme all'importante porto della città di Duisburg, Ruhrort), terminando l'occupazione francese della regione della Ruhr il 25 agosto 1925. Secondo Sally Marks, l'occupazione della Ruhr "fu proficua e non aveva causato l'iperinflazione tedesca, che ebbe inizio nel 1922 e si gonfiò a causa delle risposte tedesche all'occupazione della Ruhr, né il crollo del franco del 1924, nato da pratiche finanziarie francesi e dall'evaporazione delle riparazioni ". Marks calcola che i profitti, tolte le spese di occupazione della Ruhr e della Renania, ammontarono a quasi 900 milioni di marchi d'oro.

## L'opinione dei paesi europei

### L'opinione britannica
Quando, il 12 luglio 1922, la Germania chiese una moratoria sul pagamento delle riparazioni, si sviluppò la tensione tra il governo francese di Raymond Poincaré e il governo di coalizione di David Lloyd George. Il Partito Laburista britannico chiese la pace e denunciò Lloyd George come un piantagrane. Vide la Germania come la martire del dopoguerra e la Francia come vendicativa e principale minaccia per la pace in Europa. La tensione tra la Francia e la Gran Bretagna raggiunse il picco nel corso di una conferenza a Parigi agli inizi del 1923, quando ormai la coalizione guidata da Lloyd George era stata sostituita dai conservatori. Il Partito Laburista si oppose all'occupazione della Ruhr per tutto il 1923, respingendola come imperialismo francese. Il Partito Laburista britannico credeva di aver vinto quando Poincaré accettò il Piano Dawes nel 1924.

### La prospettiva francese
Nonostante i suoi disaccordi con la Gran Bretagna, Poincaré desiderava preservare l'intesa anglo-francese e quindi moderò i suoi obiettivi in una certa misura. Il suo obiettivo principale era ottenere l'estrazione dei pagamenti delle riparazioni dalla Germania. I suoi metodi inflessibili e la sua personalità autoritaria portarono al fallimento della sua diplomazia. Dopo che la coalizione di destra di Poincaré perse le elezioni legislative francesi del 1924 a favore della coalizione guidata dai radicali di Édouard Herriot, la Francia iniziò a fare concessioni alla Germania.

### L'opinione italiana
Il governo Mussolini appena formatosi si dichiarò molto favorevole all'occupazione, dichiarando il 22 Novembre 1922 sul Morning Post "I tedeschi possono pagare e possono pagare molto" e ancora, a Parigi l'8 dicembre 1922, "Il punto di vista è quello stesso francese. L'Italia non può mostrarsi generosa. Un accordo alleato obbligherà la Germania a chinare il capo". Sin dall'11 Gennaio 1923, infatti, Poincarè dichiarò alla Camera: "I nostri ingegneri e le nostre truppe sono ad Essen. Ma non vi siamo soli. I nostri amici belgi sono al nostro fianco e vi sono anche gli ingegneri della nostra amica Italia".
Dopo le proteste della stampa inglese dal 12 al 14 gennaio 1923 per l'invasione militare, comunque, Mussolini parlò il 15 gennaio al Consiglio dei ministri: "L'Italia ha dato alla Francia soltanto la sua solidarietà politica e tecnica, mandando ingegneri nella Ruhr... Il governo italiano ha consigliato alla Francia di limitare al possibile il carattere militare nella questione della Ruhr"
In Italia si seguiva dunque con una certa preoccupazione gli sviluppi dell'invasione e le sue immediate e violente reazioni da parte della popolazione tedesca, specie di quella sotto occupazione.

## Conseguenze

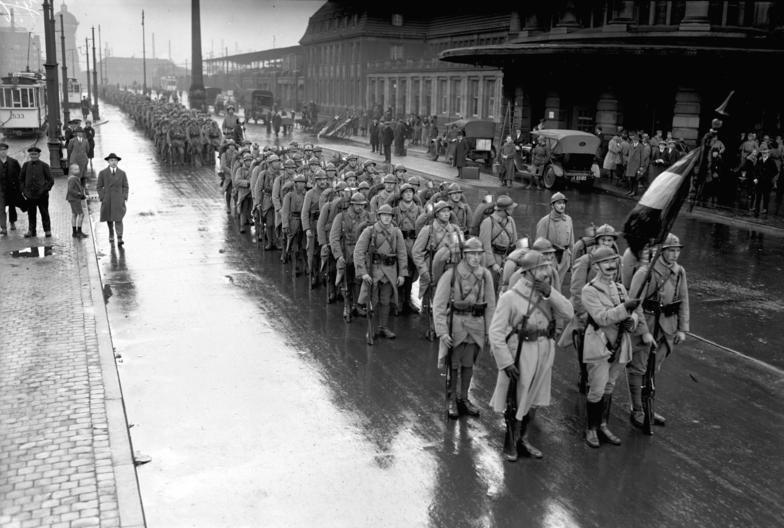
Le truppe francesi lasciano Dortmund.

### Il Piano Dawes
Per affrontare l'attuazione del Piano Dawes, a Londra ebbe luogo una conferenza nel luglio-agosto del 1924. Il Primo ministro Laburista britannico Ramsay MacDonald, che vide come fosse impossibile pagare le riparazioni, fece pressioni con successo sul Primo ministro francese Édouard Herriot con tutta una serie di concessioni alla Germania. Il diplomatico britannico Sir Eric Phipps commentò che "la Conferenza di Londra è stata per l'uomo della strada francese un lungo calvario quando ha visto M. Herriot abbandonare uno ad uno gli amati possedimenti della preponderanza francese nella Commissione delle riparazioni, il diritto alle sanzioni in caso d'inadempienza tedesca, l'occupazione economica della Ruhr, la ferrovia franco-belga Régie, e, infine, l'occupazione militare della Ruhr entro un anno". Il piano Dawes è stato significativo nella storia europea, in quanto ha segnato la prima volta che la Germania riuscì a sfidare Versailles e rivide un aspetto del trattato a suo favore.
La Regione della Saar rimase sotto il controllo francese fino al 1935.

### La politica tedesca
Nella politica tedesca, l'occupazione francese della Renania accelerò la formazione dei partiti di destra. La coalizione di Weimar al potere venne screditata per la sua incapacità di risolvere la crisi, mentre il Partito Comunista di Germania rimase inattivo per gran parte della crisi sotto la direzione del Politburo sovietico e del Comintern. Disorientati dalla sconfitta in guerra, i conservatori nel 1922 fondarono un consorzio di associazioni nazionaliste, il Vereinigten Vaterländischen Verbände Deutschlands (VVVD, Associazioni Patriottiche Unite della Germania). L'obiettivo era quello di creare un fronte unito di destra. Nel clima di resistenza nazionale contro l'invasione francese della Ruhr, il VVVD raggiunse il suo picco di forza. Sosteneva politiche di monarchismo, corporativismo ed opposizione senza compromessi all'insediamento di Versailles. Tuttavia, mancava di unità interna e di denaro e quindi non riuscì mai ad unire la destra. Scomparve alla fine degli anni '20, quando emerse il NSDAP (partito nazista).
I nazional-conservatori stessi di Adolf Hitler si organizzarono durante il 1923 in vari modi e addirittura tentarono un colpo di Stato a Monaco a novembre, che fallì e portò all'arresto di tutti i più importanti membri del partito stesso.